# Tramlijn 25 (Antwerpen)
De Antwerpse tramlijn 25 verbond het station Antwerpen-Oost met het station Antwerpen-Centraal en het station Antwerpen-Zuid.

## Geschiedenis
Tramlijn 25 werd in 1930 aangelegd in het kader van de Wereldtentoonstelling van 1930. Eerst ging het om een dienst tussen de twee hoofdingangen van de Wereldtentoonstelling (Kielse Vest - Brederodestraat - de Leien - De Keyserlei - station Antwerpen-Centraal - Pelikaanstraat - Simonsstraat - Belgiëlei - Jan Van Rijswijcklaan), maar later werd een speciaal voor de Wereldtentoonstelling aangelegd traject van het Ooststation over de Plantin en Moretuslei in gebruik genomen en ging lijn 25 van daar naar de ingang aan het Zuidstation.
Bij het einde van de Wereldtentoonstelling werd lijn 25 afgeschaft en ging het traject Ooststation-Mercatorstraat over in tramlijn 19.

## Kenkleur
De tram had een wit koersbord met rode tekst.

## Buslijn 25
Later kreeg het Antwerpse stadsnet een buslijn 25, maar die heeft niets te maken met de tramlijn met dezelfde nummer.